# Rödgen (België)
Rödgen is een gehucht in Schönberg, deelgemeente van de stad Sankt Vith in de Belgische provincie Luik.
Het gehucht ligt meer dan vier kilometer ten zuidwesten van het dorpscentrum van Schönberg en meer dan zes kilometer ten zuidoosten van het stadscentrum van Sankt Vith. Rödgen ligt in het westen van deelgemeente Schönberg, aan de Our, die hier de grens vormt met deelgemeente Lommersweiler. Een paar honderd meter ten zuiden ligt het gehucht Alfersteg.

## Geschiedenis
Tijdens het ancien régime lag Rödtgen in het Keurvorstendom Trier. Op de Ferrariskaart uit de jaren 1770 is hier een gehuchtje Rödtgen weergegeven, aan de oever van de Our die hier toen de grens vormde tussen het Hertogdom Luxemburg en het Keurvorstendom Trier.
Op het eind van het ancien régime, toen tijdens de Franse bezetting eind 18de eeuw de gemeenten werden gecreëerd, werd het gehucht ondergebracht in de gemeente Schönberg. Na de Franse bezetting ging het gebied naar Pruisen.
Na de Eerste Wereldoorlog werd de plaats met de Oostkantons bij België aangehecht.
Bij de gemeentelijke fusies van 1977 kwam Rödgen met Schönberg bij de gemeente Sankt Vith.
Deelgemeenten: Crombach · Lommersweiler · Recht · Sankt Vith · Schönberg

Overige kernen: Alfersteg · Amelscheid · Andler · Atzerath · Breitfeld · Eiterbach · Emmels (Nieder-Emmels · Ober-Emmels) · Galhausen · Heuem · Hinderhausen · Hünningen · Mackenbach · Neidingen · Neubrück · Neundorf ·  Rödgen · Rodt · Schlierbach · Setz · Steinebrück · Wallerode · Weppeler · Wiesenbach

Belgische gemeenten · Duitstalige Gemeenschap · Arrondissement Verviers · Luik · Wallonië